# Родригес, Родольфо (коста-риканский футболист)
Родольфо Родригес Мохика (исп. 	Rodolfo Rodríguez Mojica; 27 февраля 1980 года, Гойкочеа) — коста-риканский футболист, полузащитник.

## Карьера

### Клубная
Воспитанник «Саприссы». Не сумев закрепиться в родном клубе, Родригес играл за другие местные команды. Он становился чемпионом страны в составе «Брухаса». Некоторое время полузащитник выступал за рубежом за норвежский «Хёугесунн», китайский «Тяньцзинь Тэда» и сальвадорский ФАС.
Завершил свою карьеру на родине в клубе второго дивизиона «Пума Дженералена».

### В сборной
В 1997 году Родольфо Родригес в составе юношеской сборной Коста-Рики принимал участие Чемпионате мира по футболу для футболистов не старше 17 лет в Египте.
За главную национальную команду страны дебютировал 4 февраля 2007 года в товарищеском матче против сборной Тринидада и Тобаго (4:0). В этом же году хавбек принял в составе «тикос» выступал Золотом Кубке КОНКАКАФ в США, а также стал победителем Кубка наций Центральной Америки. Всего за костариканцев Родригес провел девять матчей.

## Достижения

### Национальные
- Чемпион Коста-Рики (2): 1998/1999, 2009 (Зима).

### Международные
- Обладатель Кубка наций Центральной Америки (1): 2007.